# Lar Lar
Lar Lar is een bestuurslaag in het regentschap Sampang van de provincie Oost-Java, Indonesië. Lar Lar telt 7171 inwoners (volkstelling 2010).